# 52 (число)
Вижте пояснителната страница за други значения на 52.
52 (петдесет и две) е естествено, цяло число, следващо 51 и предхождащо 53.
Петдесет и две с арабски цифри се записва „52“, а с римски цифри – „LII“. Числото 52 е съставено от две цифри от позиционните бройни системи – 5 (пет) и 2 (два).

## Общи сведения
- 52 е четно число.
- 52 е атомният номер на елемента телур.
- 52-рият ден от годината е 21 февруари.
- 52 е година от Новата ера.

## Любопитни факти
- 52 са картите за игра в една колода.
- Пианото има 52 броя бели клавиши.